# Atlanten (film)
Atlanten är en isländsk-svensk dokumentärfilm från 1995 i regi av Jan Röed, Kristian Petri och Magnus Enquist.
Filmen skildrar några öar i Atlanten, deras invånare och historier de har att berätta. Resan tar sin utgångspunkt på Island och går därefter söderut. Filmen fotades av Jan Röed och berättades av Max von Sydow.
Atlanten fick 1996 motta en Guldbagge för bästa foto och samma åt mottog den Göteborgs filmfestivals nordiska filmpris.